# Michael Drayton
Michael Drayton (1563 – Londra, 23 dicembre 1631) è stato un poeta inglese.

## Biografia
Michael Drayton nacque a Hartshill, nel distretto di North Warwickshire. Poco è noto sulla giovinezza del poeta, con l'eccezione che lavorò a servizio di Thomas Goodere; durante il XIX e il XX secolo si era diffusa la credenza tra gli accademici che Drayton potesse aver studiato all'Università di Oxford, anche se l'ipotesi è stata rivalutata e scartata dalla critica più recente.
Nel 1590 pubblicò la sua prima opera, The Harmony of the Church, un volume di poesie di argomento religioso dedicato a Lady Devereux. L'opera fu confiscata e distrutta per ordine dell'Arcivescovo di Canterbury, ma ciò non ostacolò la carriera letteraria del poeta. Nel 1593 pubblicò una raccolta di poesie pastorali intitolata Idea: The Shepherd's Garlanda, a cui seguì l'anno successivo Idea's Mirror, un ciclo di sessantaquattro sonetti. A Draydon va il merito di aver reso popolare il termine di "ode" nella poesia lirica inglese, gettando così le basi per le future opere di John Dryden. Nel 1593 pubblicò anche il suo prima poema storico, The Legend of Piers Gaveston, mentre l'anno successivo scrisse Matilda, un poema epico in rime reali. Nello stesso periodo scrisse anche Endimion and Phoebe, Mortimeriados (1596), The Legend of Robert, Duke of Normandy (1596) ed England's Heroical Epistles (1597).
Dopo aver goduto di grande popolarità alla corte di Elisabetta I, nel 1603 fu ridicolizzato per una sua poesia scritta in occasione dell'incoronazione di Giacomo I. Dopo aver ottenuto scarsi risultati con il genere della satira (The Owl, 1604) e componimenti di ispirazione biblica (Moses in a Map of his Miracles), nel 1605 curò nuove edizioni delle sue opere migliori, come Idea e un'antologia dei suoi componimenti giovanili pubblicati con il titolo di Poems Lyric and Pastoral (1605). Nel 1612 diede alle stampe Poly-Olbion, un poema topografico sull'Inghilterra e il Galles da cui lavorava dal 1598. Poly-Olbion fu inizialmente accolto con freddezza, tanto che Drayton faticò a trovare un editore che gli pubblicasse i restanti dodici libri del poema, stampati solo nel 1622.
Come molti dei suoi contemporanei, anche Drayton si dedicò alla scrittura teatrale, firmando circa ventitré opere teatrali scritte in collaborazione con Thomas Dekker, Anthony Munday ed Henry Chettle; di queste ventitré solo Sr John Oldcastle è sopravvissuta, anche se l'attribuzione è tuttora incerta. Nel 1627 pubblicò un'altra raccolta di poesie, seguita nei suoi ultimi anni da The Miseries of Queen Margaret, Nimphidia, The Quest of Cinthia e The Shepher's Sirena. La sua ultima opera risale al 1630, quando diede alle stampe The Muses' Elizium. 
Morì a Londra il 23 dicembre 1631 e fu sepolto nell'angolo dei poeti dell'Abbazia di Westminster.